# Knorydy Podleśne
Knorydy Podleśne – część wsi Knorydy w Polsce położona w województwie podlaskim, w powiecie bielskim, w gminie Bielsk Podlaski.
W latach 1975–1998 miejscowość administracyjnie należała do województwa białostockiego.
Według Powszechnego Spisu Ludności z 1921 roku ówczesny folwark zamieszkiwało tu 31 osób, wśród których 2 było wyznania rzymskokatolickiego, 26 prawosławnego a 3 mojżeszowego. Jednocześnie 21 mieszkańców zadeklarowało polską przynależność narodową, a 10 białoruską. Było tu 3 budynki mieszkalne.